# روبرت سادوفسکی
روبرت سادوفسکی (لهستانی: Robert Sadowski; ۱۶ اوت ۱۹۱۴ – نامشخص) بازیکن فوتبال لهستانی‌تبار اهل رومانی بود.
از باشگاه‌هایی که در آن بازی کرده‌است می‌توان به باشگاه فوتبال راپید بخارست، باشگاه فوتبال پترولول پلویشت، باشگاه فوتبال المپیک لیون، باشگاه فوتبال دینامو بخارست، و باشگاه فوتبال آاس موناکو اشاره کرد.
وی همچنین در تیم ملی فوتبال رومانی بازی کرده‌است.